# Tom Swift (serie de televisión)
Tom Swift es una serie de televisión de misterio estadounidense basada en serie de novelas Tom Swift. La serie es protagonizada por Tian Richards y es una serie derivada de Nancy Drew. Se estrenó en The CW el 31 de mayo de 2022 y fue cancelada tras una temporada en junio de 2022.

## Elenco

### Principal
- Tian Richards como Tom Swift
- Ashleigh Murray como Zenzi Fullerton
- Marquise Vilsón como Isaac Vega
- Albert Mwangi como Rowan
- April Parker Jones como Lorraine Swift

### Recurrente
- LeVar Burton como la voz de Barclay
- Brittany Ishibashi como Claire Cormier
- Ward Horton como Nathan Eskol
- Donovin Miller como Lino

## Episodios
| N.º | Título                           | Dirigido por     | Escrito por                                                                  | Fecha de emisión original | Audiencia (millones) |
| --- | -------------------------------- | ---------------- | ---------------------------------------------------------------------------- | ------------------------- | -------------------- |
| 1   | «...And the Liftoff to Saturn»   | Anton Cropper    | Melinda Hsu Taylor, Noga Landau y Cameron Johnson                            | 31 de mayo de 2022        | 0.44                 |
| 2   | «...And the 4b Curl»             | Michael Allowitz | Cameron Johnson                                                              | 7 de junio de 2022        | 0.34                 |
| 3   | «...And Nine Inches of Danger»   | Jeff Byrd        | Brad Marques y Fola Goke-Pariola                                             | 14 de junio de 2022       | 0.29                 |
| 4   | «...And the Chocolate Cowboys»   | Clara Aranovich  | Teresa Huang y Sydney Baloue                                                 | 21 de junio de 2022       | 0.37                 |
| 5   | «...And the Crashed Cotillion»   | Ruben Garcia     | Michael Poisson y Brittany Northcross                                        | 28 de junio de 2022       | 0.34                 |
| 6   | «...And The Benefits of Bondage» | Bille Woodruff   | Erika Harrison y Eric Anthony Glover                                         | 5 de julio de 2022        | 0.30                 |
| 7   | «...And The Book of Isaac»       | Ruba Nadda       | Guion de: Melinda Hsu Taylor Historia de: Elliott Feliciano y Kahlil Maskati | 12 de julio de 2022       | 0.25                 |
| 8   | «...And His Two Men and a Baby»  | Miller Tobin     | Teresa Huang y Brad Marques                                                  | 19 de julio de 2022       | 0.28                 |
| 9   | «...And the Night to Remember»   | Andi Behring     | Erika Harrison                                                               | 26 de julio de 2022       | 0.28                 |
| 10  | «...And the Cost of Forgiveness» | Rose Troche      | Cameron Johnson y Michael Poisson                                            | 2 de agosto de 2022       | 0.24                 |

## Producción

### Desarrollo
El 28 de octubre de 2020, se anunció que The CW estaba desarrollando una serie derivada de Nancy Drew titulada Tom Swift. La serie está basada en serie de novelas del mismo nombre y es creada y producida ejecutivamente por Melinda Hsu Taylor, Noga Landau y Cameron Johnson. La serie estará ambientada en el "universo Drew". El 8 de febrero de 2021, se anunció a Rubén García como director del episodio piloto. El 30 de agosto de 2021, se anunció que The CW había ordenado el proyecto directamente para una serie. Josh Schwartz, Stephanie Savage y Lis Rowinski también fueron anunciados como productores ejecutivos. La serie se estrenó el 31 de mayo de 2022. El 30 de junio de 2022, la serie fue cancelada tras una temporada debido a una baja audiencia.

### Casting
El 26 de enero de 2021, Tian Richards fue elegido para el papel principal de Tom Swift. El 11 de mayo de 2021, LeVar Burton se unió al elenco principal como la voz de una inteligencia artificial llamada Barclay. Richards y Burton aparecen como sus personajes en el episodio de Nancy Drew de mayo de 2021: "The Celestial Visitor". En febrero de 2022, se anunció a Ashleigh Murray, Marquise Vilsón, April Parker Jones y Albert Mwangi en papeles principales. El 8 de marzo de 2022, se anunció Ward Horton en un papel recurrente.

## Recepción
| N.º | Título                           | Fecha de emisión    | ÍA (18–49) | Audiencia (millones) | DVR (18–49) | Audiencia DVR (millones) | Total (18–49) | Audiencia total (millones) |
| --- | -------------------------------- | ------------------- | ---------- | -------------------- | ----------- | ------------------------ | ------------- | -------------------------- |
| 1   | «...And the Liftoff to Saturn»   | 31 de mayo de 2022  | 0.1        | 0.44                 | —           | —                        | —             | —                          |
| 2   | «...And the 4b Curl»             | 7 de junio de 2022  | 0.1        | 0.34                 | —           | —                        | —             | —                          |
| 3   | «...And Nine Inches of Danger»   | 14 de junio de 2022 | 0.1        | 0.29                 | —           | —                        | —             | —                          |
| 4   | «...And the Chocolate Cowboys»   | 21 de junio de 2022 | 0.0        | 0.37                 | —           | —                        | —             | —                          |
| 5   | «...And the Crashed Cotillion»   | 28 de junio de 2022 | 0.1        | 0.34                 | —           | —                        | —             | —                          |
| 6   | «...And the Benefits of Bondage» | 5 de julio de 2022  | 0.0        | 0.30                 | —           | —                        | —             | —                          |
| 7   | «...And The Book of Isaac»       | 12 de julio de 2022 | 0.0        | 0.25                 | —           | —                        | —             | —                          |
| 8   | «...And His Two Men and a Baby»  | 19 de julio de 2022 | 0.0        | 0.28                 | —           | —                        | —             | —                          |
| 9   | «...And the Night to Remember»   | 26 de julio de 2022 | 0.1        | 0.28                 | —           | —                        | —             | —                          |
| 10  | «...And the Cost of Forgiveness» | 2 de agosto de 2022 | 0.0        | 0.24                 | —           | —                        | —             | —                          |